# VPRO
VPRO는 1926년 5월 29일에 설립된 네덜란드 공영 방송(NPO) 소속의 방송국이다. 방송국명인 VPRO는 원래 명칭인 "자유 개신교 라디오 방송 공사(Vrijzinnig Protestantse Radio Omroep)"의 약칭에서 비롯되었다.

## 개요
동년에 설립된 NCRV와 다르게 자유주의 개신교 성향을 반영하였다. 특히 50~60년대 들어서는 개신교적 성향이 줄어들고 자유주의 성향이 더 강해졌는데, 그 예로 1967년에 "Hoepla"란 프로그램에서 네덜란드 최초로 여성 누드를 방송한 경력이 있다.
VPRO는 고등 교육의 창조적 성향의 사람들 (아티스트, 디자이너, 과학자) 대상의 프로그램을 주로 제작하며, 프로그램의 수준이 높기로도 알려져 있다.
VPRO는 종종 서부독일방송(WDR), BBC, Arte 등의 타 국가 방송국과 협력하기도 한다. 다른 네덜란드 공영 방송 소속과 마찬가지로 VPRO 역시 전용 채널을 가지지 않고 있다.

## VPRO의 주요 프로그램

### 텔레비전
- Noorderlicht : 과학 프로그램
- Tegenlicht (VPRO Backlight)
- Metropolis TV : 세계 각국의 다른 문화권의 생활과 문화를 보고 하는 프로그램. 2010년에 테겔 상(De Tegel)에 수상하였다.[3] 유튜브에서 해당 내용을 볼 수 있다.
- Van Kooten en de Bie
- Missie Aarde : 공상 과학 코미디
- Draadstaal : 풍자 코미디 프로그램
- Holland Sport : Matthijs van Nieuwkerk, Wilfried de Jong이 진행했던 대안 스포츠 프로그램.
- Big Fun In The Big Town : 1986년부터 방송된 힙합 음악에 대한 내용의 다큐멘터리로, Marcel Vanthilt가 진행하였다. 2012년에 DVD로도 발매되었다.

### 라디오
- Radio Bergeijk
- White Noise : Dave Clarke가 진행했던 테크노 쇼 프로그램. 3FM에서 2006년~2012년까지 방송하였다.